# Дибензоксазепин
Дибензоксазепин (CR) — боевое отравляющее вещество, относящееся к группе ирритантов комплексного действия.
Дибензоксазепин впервые получили швейцарские химики Р. Хиггинботт и Г. Сушицкий в 1962 году.
По своему действию дибензоксазепин схож с хлорбензальмалондинитрилом (CS), но как минимум в 2 раза сильнее его. Так, от контакта с кожей 2 мг сухого дибензоксазепина в течение 10 минут (скорость воздействия зависит от влажности кожи) возникнет покраснение, 5 мг вызывают жжение и эритему, а 20 мг — нестерпимую боль. Даже крошечное количество дибензоксазепина, осевшее на коже, может быть активировано при контакте с водой, усиливая боль.
Дибензоксазепин применяют в виде паров или спиртового раствора. Признаки воздействия аэрозоля дибензоксазепина появляются при концентрации 0,0002 мг/л, а при 0,003 мг/л раздражение становится непереносимым.
Смертельная концентрация дибензоксазепина в воздухе: ЛКτ50 = 350 мг·мин/л.